# Tipula (Acutipula) coeana
Tipula (Acutipula) coeana is een tweevleugelige uit de familie langpootmuggen (Tipulidae). De soort komt voor in het Oriëntaals gebied.